# Lina Bögli
Lina Bögli (née le 15 avril 1858 à Oschwand, morte le 22 décembre 1941 à Herzogenbuchsee) est la première écrivaine suisse de romans de voyage et également institutrice.  

## Biographie
Lina Bögli (nom de baptême : Carolina) Bögli est la plus jeune fille d'Ulrich Bögli, paysan et d'Elisabeth Graber. Sa mère est décédée alors qu'elle était encore petite, et elle ne s'entend pas particulièrement bien avec son père, ce qui la fait se replier sur elle-même.  
Après sa scolarité, elle gagne sa vie pendant plusieurs années comme domestique dans diverses familles en Suisse, en France, et en Italie. Puis comme préceptrice dans une famille de la noblesse polonaise. Elle économise pour suivre une formation d'enseignante. En 1888, elle obtient son diplôme d'enseignante puis passe une année en Angleterre avant de décider de se lancer dans un tour du monde sur une dizaine d'années, bien décidée à prouver que "ce qu'un homme peut faire, une femme le peut aussi".   
De 1892 à 1902 à 34 ans, Lina Bögli entreprend un premier grand voyage. Elle part de Brindisi en Italie, d'où elle prend le bateau à vapeur vers l'Australie et visite Sydney, Adelaïde et Melbourne. Son voyage l'a ensuite conduite à travers la Nouvelle-Zélande, à la rencontre des Maoris. En février 1897, elle débarque dans l'archipel de Samoa et loge auprès d'écoles missionnaires anglaises. Son séjour à Hawaï lui plaît tant qu'elle y reste une année entière. Elle est alors professeur de langues modernes au niveau secondaire à Honolulu. Après six ans en Australie et en Océanie, elle se dirige ensuite vers l'Amérique du Nord. Elle continue sa carrière d'institutrice itinérante en Californie, aux États-Unis - notamment auprès des communautés mormones et enfin au Canada. Elle déclare avoir, sur ce continent, "plus rencontré de femmes remarquables ici en une année qu'ailleurs pendant tout le reste de ma vie". Au cours de ce périple, elle travailla comme préceptrice ou institutrice en passant chaque fois une ou deux années au même endroit afin de gagner quelques sous et pouvoir poursuivre son périple.   
En juillet 1901, elle retourne à Cracovie en Pologne, dix ans après l'avoir quittée, et rédige un récit de ses voyages sous la forme de lettres, tout d'abord en anglais (Forward, 1905), puis en allemand (Vorwärts, 1906). Cette œuvre connut plusieurs éditions et fut aussi traduite en français (En avant, 1908).      
En 1910, après avoir enseigné plusieurs années dans une école privée au bord du lac de Constance, Lina Bögli ressent à nouveau le désir de voyage et se dirige vers le Japon et la Chine, qu'elle a décrit sdans Immer vorwärts (1915 ; En avant toujours!, 1916). Elle traverse ainsi en chemin de fer l'Allemagne, la Russie et la Sibérie. La voyageuse établit alors des différences comme dans le service du thé ou les rapports entre parents et enfants par exemple. Elle résume son voyage en Asie ainsi : "À côté de pénibles expériences, j'en ai fait de belles aussi. Je connais beaucoup d'Orientaux, en particulier des Japonais, dont je prise très haut l'amitié, à la générosité, à l'humanité desquels je crois fermement... Jamais dans les heures les plus noires que j'ai vécues en Orient, je ne me suis repentie d'avoir entrepris ce voyage et maintenant qu'il est terminé j'éprouve un sentiment de profonde reconnaissance." Ses ouvrages "En avant" et "Toujours en avant" ont été traduits vers le français par Mme G. Godet. La façon dont elle rédige ses ouvrages s'approche de la forme de lettres rédigées pour une amie et amène ainsi une lecture particulièrement appréciée du jeune public.      
Au début de la guerre, elle s'établit à Herzogenbuchsee où, jusqu'à sa mort, elle donna des conférences sur ses voyages et des cours de langues. Elle a par exemple donné une conférence à Lausanne en février 1923, dans el cadre d'une soirée organisée par le Club des femmes alpinistes suisses, soirée lors de laquelle elle raconte son voyage en Extrême-Orient. Le 9 mars elle est présente dans l'église évangélique allemande de Villamont à Lausanne pour parler de ses aventures en Corée et en Chine. En décembre 1940, Lina Bögli devient aveugle de l'œil gauche. Un an plus tard, elle décède, le 22 décembre 1941.
En février 2001, son ouvrage "Voyage" est mis en scène au Théâtre de Vidy par Christoph Marthaler, directeur artistique du Schauspielhaus de Zurich.

## Fondation Lina Bögli
Une fondation a été créée en son nom dans le village de Herzogenbuchsee, sous le nom de "Immer Vorwärts, Zentrum Lina Bögli inm Kornhaus Herzogenbuchsee". Avec son exposition permanente, ses lectures, ses spectacles spéciaux, ses visites guidées notamment, ce centre supra-régional se consacre en premier lieu à la promotion et à la recherche sur la vie, l'œuvre et les voyages de cette femme, ainsi qu'à son entourage immédiat, et aux femmes qui ont défendu l'émancipation, les droits et la participation des femmes de leur temps et qui continuent de le faire aujourd'hui.
Le centre Lina Bögli s'est donné pour mission de ne pas seulement retracer la vie et les voyages de Lina Bögli. Elle veut également documenter la vie générale et son environnement pendant cette période. À cette fin, des portraits  d'autres femmes fortes de l'environnement et de l'époque de Lina Bögli sont réalisés : Amelie Moser, Amy Moser, Emma Graf, Maria Waser, Marie Sollberger et d'autres. Le but du Centre Lina Bögli est de relier les actions, les points de vue et les rêves de ces femmes avec les demandes, les activités, les contenus de vie des femmes jusqu'à aujourd'hui. Par ailleurs, l'objectif est aussi de sensibiliser les visiteurs aux questions relatives aux femmes, leurs droits, et de leur faire connaître la vie, le travail des femmes dans le passé, le mouvement des femmes d'hier et d'aujourd'hui. Des tables rondes, des conférences et des manifestations sont également prévues à ces fins. Les questionnements sur l'image des femmes dans le passé et jusqu'à leur vision actuelle sont également thématisés. 

## Œuvres
- En avant. 1904
- Toujours en avant. Huber, Frauenfeld 1915.
- Talofa. Le tour du monde en dix jours. Édité et postface par Doris Stump . eFeF-Verlag, Zurich 1990,  (ISBN 3-905493-08-X) .

## Littérature
- Fussinger, C. (1995). L'ascension sociale, une émancipation pour les femmes? : Réflexions autour du parcours de Lina Bögli (1858-1941). Traverse : Zeitschrift Für Geschichte = Revue D'histoire, 2 (2), 66.
- Strub, E. (1946). Lina Bögli. Die Berner Woche, 36 (14), 399.
- Moser, A. (1942). Erinnerungen an Lina Bögli. Bund, 1942.

## Liens Web
- Publications de et sur Lina Bögli dans le catalogue Helveticat de la Bibliothèque nationale suisse
- Bögli, Lina べ く り ー ・ り ー な (1858-1941), écrivain 女性 女性 chez das-japanische-gedaechtnis.de
- Lina Bögli à FemBio, Institute for Women's Biography Research
- Lina Bögli dans le lexique de l'auteur de Charles Linsmayer
- "Comment une paysanne suisse a conquis le monde" https://www.swissinfo.ch/fre/litt%C3%A9rature-f%C3%A9minine_comment-une-paysanne-suisse-a-conquis-le-monde/44936458